# Torneo de Monterrey 2020
El Abierto GNP Seguros 2020 fue un torneo de tenis femenino jugado en cancha duras al aire libre. Se trató de la 12.ª edición del Abierto de Monterrey, un torneo WTA International. Se llevó a cabo en el Club Sonoma en Monterrey, México, del 2 al 8 de marzo.

## Distribución de puntos
| Modalidad           | Campeona | Finalista | Semifinales | Cuartos de final | 2ª ronda | 1ª ronda | Clasificadas | 3ª ronda de clasificación | 2ª ronda de clasificación | 1ª ronda de clasificación |
| Individual femenino | 280      | 180       | 110         | 60               | 30       | 1        | 18           | 14                        | 10                        | 1                         |
| Dobles femenino     | 280      | 180       | 110         | 60               | -        | 1        | -            | -                         | -                         | -                         |

## Cabezas de serie

### Individuales femenino
| Tenista           | Ranking | Preclasificada |
| Elina Svitolina   | 7       | 1              |
| Johanna Konta     | 15      | 2              |
| Yulia Putintseva  | 32      | 3              |
| Magda Linette     | 33      | 4              |
| Sloane Stephens   | 35      | 5              |
| Rebecca Peterson  | 43      | 6              |
| Victoria Azarenka | 51      | 7              |
| Yafan Wang        | 56      | 8              |
| Marie Bouzková    | 57      | 9              |
| Lauren Davis      | 60      | 10             |

- Ranking del 24 de febrero de 2020.

### Dobles femenino
| Tenista                             | Ranking | Preclasificada |
| Georgina García Pérez Sara Sorribes | 115     | 1              |
| Desirae Krawczyk Giuliana Olmos     | 116     | 2              |
| Ellen Perez Storm Sanders           | 128     | 3              |
| Monique Adamczak María Sánchez      | 149     | 4              |

## Campeonas

### Individual femenino
Elina Svitolina venció a  Marie Bouzková por 7-5, 4-6, 6-4

### Dobles femenino
Kateryna Bondarenko /  Sharon Fichman vencieron a  Miyu Kato /  Yafan Wang por 4-6, 6-3, [10-7]